# Charles Ammi Cutter
Charles Ammi Cutter   (Boston, 14 de març de 1837 - Walpole, 6 de setembre de 1903) va ser un bibliotecari nord-americà. A les dècades de 1850 i 1860 va col·laborar en la re-catalogació de la biblioteca de la Universitat Harvard, produint el primer catàleg de targetes públiques dels Estats Units. El sistema de targetes va resultar més flexible per als bibliotecaris i molt més útil per als mecenes que l'antic mètode d'introduir els títols en ordre cronològic en llibres grans. El 1868 es va incorporar al Boston Athenaeum, fent del seu catàleg de cartes un model internacional. Cutter va promoure la catalogació centralitzada de llibres, que es va convertir en la pràctica estàndard a la Biblioteca del Congrés. Va ser elegit per ocupar càrrecs de lideratge en nombroses organitzacions de biblioteques a escala local i nacional. Cutter és recordat per la Classificació de Cutter, el seu sistema de donar números de classificació estandarditzats a cada llibre i organitzar-los en prestatgeries per aquest nombre de manera que els llibres de temes similars s'ajuntin.

## Biografia
Cutter va néixer a Boston, Massachusetts. La seva tieta treballava a la biblioteca regional de Boston. El 1856 Cutter es va inscriure a la Harvard Divinity School, on va ser nomenat bibliotecari ajudant de l'escola de divinitats mentre era estudiant i va servir en aquesta capacitat des de 1857 fins a 1859. Durant aquest temps, Cutter va començar a dissenyar un esquema de catalogació diferent per al sistema obsolet de la biblioteca. El catàleg, que datava de 1840, presentava una manca d'ordre després de l'adquisició de 4.000 volums de la col·lecció del professor Gottfried Christian Friedrich Lücke de la Universitat de Göttingen, el qual va afegir molta profunditat a la col·lecció de la Biblioteca de l'Escola de Divinitat.
Durant el curs escolar 1857–1858, Cutter va reordenar la col·lecció de la biblioteca als prestatges en àmplies categories de matèries juntament amb el seu company de classe Charles Noyes Forbes. Durant les vacances d'hivern de 1858-1859, van organitzar la col·lecció en una única llista alfabèticament per autor. Aquest projecte es va acabar quan Cutter es va graduar el 1859.
L'any 1860, Cutter ja era un membre experimentat del personal de la biblioteca i un bibliotecari a temps complet, convertint-se en oficinista del catalogador en cap i bibliotecari ajudant d'Ezra Abbot. A la Universitat Harvard, Cutter va desenvolupar una nova forma de catàleg d'índex, utilitzant targetes en comptes de volums publicats, que contenien tant un índex d'autors com un "catàleg classificat" o una forma rudimentària d'índex de matèries.
El 1868 la biblioteca de l'Athenaeum de Boston va escollir a Cutter com a bibliotecari principal. Allà, la seva primera tasca va ser organitzar i afegir l'inventari de la biblioteca, desenvolupar un catàleg a partir d'això i publicar un catàleg de diccionari complet per a la seva col·lecció. El bibliotecari i els assistents anteriors havien estat treballant en això, però gran part del treball era inferior i, segons Cutter, s'havia de refer. Això no els va agradar als patrons, que volien publicar un catàleg com més aviat millor. Tanmateix, el catàleg va ser revisat i publicat en cinc volums i es coneix com a Catàleg de l'Ateneu. Cutter va ser el bibliotecari de l'Ateneu de Boston durant vint-i-cinc anys (1869-1892).
El 1876, Cutter va ser contractat per l'Oficina d'Educació dels Estats Units per ajudar a escriure un informe sobre l'estat de les biblioteques per al Centenari. La segona part d'aquest informe va ser la seva Rules for a Printed Dictionary Catalog (1876). Aquest catàleg es va incloure a la publicació de l'organització Public Libraries in the United States of America: Their History, Condition, and Management. Cutter va implementar moltes ideologies familiars als bibliotecaris contemporanis durant el seu temps a l'Ateneu, així com va introduir estructures i filosofies característiques com el préstec entre biblioteques i el subministrament de cada llibre amb una bossa a la part posterior per guardar una targeta per tal de fer un seguiment de l'estat de circulació de l'article.
Cutter va ser editor del Library Journal des de l'any 1891 fins al 1893. Dins dels molts articles que va escriure durant aquest temps, un dels més famosos va ser un article anomenat "The Buffalo Public Library el 1983", on va escriure el que pensava que seria una biblioteca cent anys en el futur. Va passar molt de temps discutint aspectes pràctics, com ara com la biblioteca disposava de la il·luminació adequada i controlava la humitat de l'aire per preservar els llibres.
El 1880, Cutter va introduir un sistema de catalogació avantguardista i divergent que va anomenar Classificació de Cutter. Aquest sistema incorporava set nivells de classificació amb les biblioteques més bàsiques al primer nivell i les institucions més grans i distingides fent servir el setè nivell, aspirant Cutter a orquestrar un sistema de classificació per a cada tipus de biblioteca. El sistema de classificació, o esquema, utilitzava una metodologia alfanumèrica utilitzada per abreujar els noms dels autors i generar números de trucada únics coneguts com a "Números de Cutter" o "Codis de Cutter". Aquest esquema, en el qual es basa parcialment l'actual sistema de catalogació de la Biblioteca del Congrés, va establir també les bases dels encapçalaments de matèries de la Biblioteca del Congrés i de la Llista d'encapçalament de matèries de Sears. Quan Cutter va començar a delegar un nou sistema per a la biblioteca, va escollir inicialment la Classificació Decimal Dewey, però va determinar que era més beneficiós assignar una adaptació més diferent per a la col·lecció. Tot i que la Classificació de Cutter va ser reconeguda com una contribució significativa a les biblioteques i al creixent camp de la biblioteconomia, el mateix Cutter no va defensar el seu èxit ni va anticipar futures edicions del seu sistema. No obstant això, els seus "Números de Cutter" van sobreviure i encara s'utilitzen a les biblioteques avui en dia.
Cutter no va trobar el sistema Dewey pràctic per als seus propòsits de catalogació i, de fet, Dewey i ell es trobaven tensos entre si mentre constituïen l'Associació Americana de Biblioteques, de la qual els dos van ser dels 100 membres fundadors en l'any 1876. No obstant això, Cutter era considerat un bibliotecari i catalogador consumat i sofisticat. En almenys una ocasió se li va encarregar a Cutter que proposés una concepció arquitectònica per a la Biblioteca de la Universitat de Toronto, que havia estat consumida recentment per una conflagració massiva. En resposta a les peticions de la biblioteca, Cutter va advertir: "No serveix de res tenir una pila a prova de foc si la resta de l'edifici s'encén". El sempre auster Cutter amb la seva competència en la catalogació ho va expressar: "Els catalogadors s'han de posar a prop del catàleg; tenen motius continus per referir-s'hi". Cutter va continuar la seva diatriba de catalogació, recriminant el seu enfocament actual i afirmant: "El treball del catàleg no es pot dur a terme econòmicament tret que hi hagi molt espai a prop per a les autoritats bibliogràfiques i alguns prestatges buits a la sala per contenir llibres a l'espera de ser catalogats".
L'any 1893, Cutter va enviar una carta als síndics que no buscaria renovar el seu contracte a finals d'any. No obstant això, hi va haver una oportunitat per a ell a Northampton, Massachusetts, on el jutge Charles E. Forbes va deixar una quantitat considerable de diners per posar en marxa una biblioteca. Aquesta va ser l'oportunitat de Cutter d'instituir les seves idees des de zero, desenvolupant un sistema de catalogació anomenat sistema de classificació expansiu. Havia de tenir set nivells de classificació, cadascun amb una especificitat creixent. Així, les biblioteques petites a les quals no els agradava haver de tractar amb números de classificació innecessàriament llargs podien utilitzar nivells inferiors i encara ser prou específics per al seu propòsit, mentre que les biblioteques més grans podrien utilitzar les taules més específiques, ja que havien de ser més específiques per mantenir els temes separats. Va morir, però, abans que pogués acabar aquesta tasca. A Forbes, Cutter va crear el departament d'art i música i va animar als nens de les escoles properes a exposar el seu art. També va establir biblioteques sucursals i va instituir un sistema de biblioteques itinerants molt semblant al bibliobús.
Finalment, Cutter va morir el 6 de setembre de 1903 a Walpole, New Hampshire.

## Prediccions
- "Les taules tenien... un petit teclat a cada una, connectat per un cable. El lector només havia de trobar la marca del seu llibre en el catàleg, tocar unes quantes tecles amb lletres o numerades, i [el llibre] va aparèixer després d'un interval sorprenentment curt."

Charles Cutter "The Buffalo Public Library in 1983" (Library journal 1883)